# Scorpaenodes smithi
Scorpaenodes smithi is een straalvinnige vissensoort uit de familie van schorpioenvissen (Scorpaenidae). De wetenschappelijke naam van de soort is voor het eerst geldig gepubliceerd in 1972 door Eschmeyer & Rama-Rao.